# August Christian Geist
August Christian Geist (alemany: August Geist)  (Würzburg, 15 d'octubre de 1835 - Múnic, 15 de desembre de 1868) va ser un paisatgista alemany.
August Geist va néixer a Würzburg el 1835. Provenia d'una família de pintors, començant pel seu avi Josef Geist. El seu pare Andreas Geist va ser un pintor d'animals i el primer mestre d'August. August va anar després al Polytechnikum de Würzburg, abans de traslladar-se a Múnic el 1853 per estudiar amb Fritz Bamberger durant dos anys. Com a artista independent, va viatjar pels Alps i va publicar tretze gravats de ruïnes de castells a la Baixa Francònia el 1858, amb un text de Martin Theodor Contzen. Es va quedar amb el paisatgista Johann Wilhelm Schirmer durant un temps el 1859. Va continuar viatjant i pintant durant els anys següents, però va emmalaltir quan va viatjar a Itàlia el 1866. Va tornar a Múnic el 1867 i va morir el 1868. Les seves nombroses pintures a l'oli i estudis detallats es van vendre en una subhasta el 1869.
La seva obra es pot trobar al Mainfränkisches Museum de Würzburg, a la National Gallery de Berlín i a col·leccions de Bamberg i Múnic. La Städtische Galerie Würzburg va fer una exposició Geist el 1985, amb un catàleg acompanyat.